# Königsau
Königsau település Németországban, Rajna-vidék-Pfalz tartományban. Lakosainak száma 63 fő (2023. december 31.). Königsau Kellenbach és Henau községekkel határos.

## Népesség
A település népességének változása:
| Lakosok száma | 126  | 59   | 59   | 63   | 62   | 63   |
|               | 1975 | 2017 | 2019 | 2021 | 2022 | 2023 |